# رویالا
رویالا (به انگلیسی: Royalla) یک شهرک در استرالیا است که در نیو ساوت ولز واقع شده‌است.